# Uijeongbu
Uijeongbu is een stad in de Zuid-Koreaanse provincie Gyeonggi. De stad telt 413.000 inwoners en ligt ten noorden van de hoofdstad Seoel.

## Bestuurlijke indeling
- Uljeongbu 1-dong (의정부1동)
- Uljeongbu 2-dong (의정부2동)
- Uljeongbu 3-dong (의정부3동)
- Howon 1-dong (호원1동)
- Howon 2-dong (호원2동)
- Jang-am-dong (장암동)
- Sin-gok 1-dong (신곡1동)
- Sin-gok 2-dong (신곡2동)
- Songsan 1-dong (송산1동)
- Songsan 2-dong (송산2동)
- Jageum-dong (자금동)
- Ganeung 1-dong (가능1동)
- Ganeung 2-dong (가능2동)
- Ganeung 3-dong (가능3동)
- Nokyang-dong (녹양동)

## Geboren
- Park Ji-woo (1998), schaatsster

## Stedenbanden
- Shibata, Japan
- Richmond. Verenigde Staten

Steden:
Ansan · Anseong · Anyang · Bucheon · Dongducheon · Gimpo · Goyang · Gunpo · Guri · Gwacheon · Gwangju · Gwangmyeong · Hanam · Hwaseong · Icheon · Namyangju · Osan · Paju · Pocheon · Pyeongtaek · Seongnam · Siheung · Suwon (hoofdstad) · Uijeongbu · Uiwang · Yangju · Yeoju · Yongin
Districten:
Gapyeong · Yangpyeong · Yeoncheon